# بانی هالیدی
بانی هالیدی (انگلیسی: Bonnie Holiday؛ زاده 24 september 1952 درگذشته 15 november 1988) بازیگر پورنوگرافی اهل آمریکا بود که در دهه هفتاد و اوایل دهه نود میلادی کار میکرد.

## معرفی
بانی هالیدی بازیگر سابق پورنو است که در دهه 1970 کار می کرد. او کار خود را در صنعت پورن در سانفرانسیسکو با ساخت «حلقه‌ها» آغاز کرد، فیلم‌های کوتاهی که بر روی فیلم‌های ۱۶ میلی‌متری یا سوپر ۸ فیلم‌برداری می‌شوند که معمولاً در برنامه‌های نمایشی نمایش داده می‌شوند. او همچنین عنوان یک رقصنده عجیب و غریب را به دست آورد.
در حالی که به عنوان یک رقصنده فعالیت می کرد، با آنت هاون آشنا شد که او را به این صنعت معرفی کرد و با تبدیل شدن به یکی از ستاره های فوق العاده عصر طلایی پورن از او پیشی گرفت. هالیدی و هاون عاشق هم شدند و با شوهر هالیدی بصورت مشترک زندگی می کردند. او هیون را به عنوان شریک زندگی خود برای یک صحنه لزبین در فیلم بانوی فریکس (1973) (1973) اثر الکس دی رنزی، که در ابتدا "پرولر" نام داشت، استخدام کرد.
هالیدی و هیون به مدت دو سال و نیم با هم در یک رابطه ménage à trois زندگی کردند تا اینکه حسادت هالیدی نسبت به علاقه هاون به شوهرش آنها را از هم جدا کرد. بانی و آنت در سال 1975 پس از جدایی در Carnal Haven (1975) و همچنین در Desires Within Young Girls  (1977) ظاهر شدند. هالیدی در طول دهه 1970 به طور پیوسته کار کرد اما هرگز تبدیل به یک ستاره نشد و در سال 1980 از این صنعت بازنشسته شد. 

## فیلم گرافی
The Ultimate Kiss 
The Woman (as Bonnie Stewart)
1982 Casanova II
Scientist Wearing Hat (uncredited)
1981 Love Dreams
Mrs. Mills (uncredited)
1980 11
Miss Johnson
1980 A Place Beyond Shame
Robin
1980 Champagne for Breakfast
Peggy (as Bonnie Holliday)
1980 The Blonde
Monica
1980 Female Athletes
Taller Orgy Girl with Linda
1979 Small Town Girls
Policewoman in Dream
1979 10
Party Guest (uncredited)
1979 The Perfect Gift (Video)
1978 Champagne Orgy
1978 Hot Lunch
Rita
1978 House of Sir (credit only)
1978 Visions of Clair
Daphne
1978 Please Please Me
First Receptionist
1978 7 Into Snowy
Housekeeper
1977 Love Notes (credit only)
1977 The New Erotic Adventures of Casanova
Dr. Holiday (credit only)
1977 The Jade Pussycat
Sharon
1977 Reflections
Bob's Mother / Star-Spangled Party Girl
1977 Desires Within Young Girls
Fashion Model
1977 Teenage Madam
Charlene
1976 Devil's Playground
Angel
1976 Dungeon of Lust
Rosie (as Diane Wills)
1976 Sweet White Dream
Sybill
1976 Take Me Like Wow
Girl from Hell - Hair Down (uncredited)
1976 One of a Kind
Partygoer in Silver Blouse (as Bonnie Holyday)
1976 Teenage Sex Therapy
1975 Carnal Haven
Joey's Girl
1975 Teenage Playmates
1974 China Girl
Pleasure Lady (as Bonnie Chin)
1974 Fantasy Girls
Edith (uncredited)
1973 Lady Freaks (Short)